# ياسوتاكا هاتوري
ياسوتاكا هاتوري (باليابانية: 服部泰卓؛ بالكانا: はっとり やすたか) هو لاعب كرة قاعدة ياباني، ولد في 10 سبتمبر 1982.

## وصلات خارجية
- ياسوتاكا هاتوري على موقع الدوري الياباني لكرة القاعدة (الإنجليزية)
- ياسوتاكا هاتوري على موقعبيزبول رفرنس.كوم (الدوري الثانوي) (الإنجليزية)